# Sonny Rollins Plus 4
Albums de Sonny Rollins
Work Time
(1955) Tenor Madness
(1956)
Sonny Rollins Plus 4 est un album du saxophoniste ténor Sonny Rollins, paru en 1956 sur le label Prestige. Rollins est accompagné des musiciens du Clifford Brown - Max Roach Quintet dont il est l'un des membres à cette période. Le contenu de cet album a été plus tard réédité par Prestige sur un coffret comprenant sept CD.

## Contexte
Rollins a écrit ses deux compositions Pent-Up House et Valse Hot alors qu'il jouait en sideman dans le Max Roach / Clifford Brown Quintet. Dans les années 1950 il était plus fréquent pour un sideman qui enregistre son propre travail de jouer soit avec la section rythmique ou en leader; il était donc assez inhabituel de voir Rollins enregistrer avec les mêmes musiciens avec qu'il jouait dans le Quintet. Rollins venait de rejoindre le Quintet cinq mois auparavant, en remplacement de Harold Land, qui avait quitté New York pour s'occuper de sa femme malade en Californie.
En novembre 1955, le Quintet est à Chicago, jouant au Bee Hive Club à Hyde Park. De retour à New York, Rollins enregistre Plus 4 et utilise alors tout naturellement les musiciens du Quintet, au risque de produire un son très proche de celui du Quintet. Mais Rollins avait une idée pour cet album, avec notamment plusieurs compositions originales afin que l'album ait un son bien distinct de celui du Quintet.
Cet album est la dernière séance d'enregistrement complète avec le pianiste Richie Powell et le trompettiste Clifford Brown, qui meurent tous les deux dans un accident de voiture trois mois plus tard.

## Titres
Sonny avait entendu Rosemary Clooney chanter Count Your Blessings dans White Christmas et avait décidé d'enregistrer une version, il avait aussi une affection pour les compositions d'Irving Berlin. Kiss and Run est joué comme un duo entre Brown et Rollins. Le morceau I Feel a Song Coming On est une reprise rapide d'un standard de  Dorothy Fields. Le titre Valse Hot est une valse de jazz qui reste l'un des morceaux les plus connus de Rollins. Pent-Up House est une autre composition bien connue du saxophoniste.
| N° | Titre                   | Compositeur                                      | Durée |
| -- | ----------------------- | ------------------------------------------------ | ----- |
| 1. | Valse Hot               | Sonny Rollins                                    | 8:33  |
| 2. | Kiss and Run            | Sam Coslow                                       | 7:07  |
| 3. | I Feel a Song Coming On | Dorothy Fields, Jimmy McHugh, George Oppenheimer | 5:11  |
| 4. | Count Your Blessings    | Irving Berlin                                    | 2:29  |
| 5. | Pent-Up House           | Sonny Rollins                                    | 8:51  |

## Enregistrement
Les titres sont enregistrés le 22 mars 1956 en quintet au Rudy Van Gelder Studio situé à cette période à Hackensack (New Jersey).
L'album est référencé Prestige P-7038.
| Musicien       | Instrument      |  | Équipe technique |                  |
| -------------- | --------------- |  | ---------------- | ---------------- |
| Sonny Rollins  | saxophone ténor |  | Bob Weinstock    | Producteur       |
| Clifford Brown | trompette       |  | Ira Gitler       | Liner notes      |
| Richie Powell  | piano           |  | Rudy Van Gelder  | Ingénieur du son |
| George Morrow  | contrebasse     |  | Tom Hannan       | Couverture       |
| Max Roach      | batterie        |  |                  |                  |

## Réception
Sur AllMusic, le critique Scott Yanow indique à propos de l'album que c'est « un contenu hard bop particulièrement fort » en précisant que les trois morceaux les plus intéressants sont Valse Hot, I Feel a Song Coming On et Pent-Up House. L'auteur et musicien Peter Niklas Wilson l'a qualifié de « session produite à la hâte - mais en fin compte enrichissante ».